# Museo GPO
Il GPO Museum si trova nell'ufficio postale centrale di Dublino che fu il quartier generale dei Volontari Irlandesi durante la Rivolta di Pasqua del 1916.

## Storia
Il museo è stato aperto nel 2015 nello stesso luogo in cui sorgeva l'An Post Museum. Oggi il museo è un'attrazione turistica popolare e il ricordo dei sacrifici fatti da chi ha combattuto per la libertà dell'Irlanda.

## Collezione
Il museo racconta la storia della Rivolta attraverso varie esposizioni che includono: artefatti, fotografie e documenti. Nel museo sono inoltre presenti diversi reperti storici che raccontano la difficile strada verso l'indipendenza del Paese, tra cui la Proclamazione della Repubblica d'Irlanda che venne letta da Pearse fuori dall'edificio il lunedì di Pasqua del 1916.
L'An Post Museum & Archive continua a detenere le collezioni del patrimonio filatelico, dare vita a occasionali esposizioni temporanee del suo materiale e pubblicare ricerche sugli aspetti della storia dell'ufficio postale irlandese.

## Servizi
Il museo mette a disposizione giochi interattivi, ad esempio è possibile inviare un messaggio in codice morse o scrivere rapporti per il giornale.